# Pręt (miara)

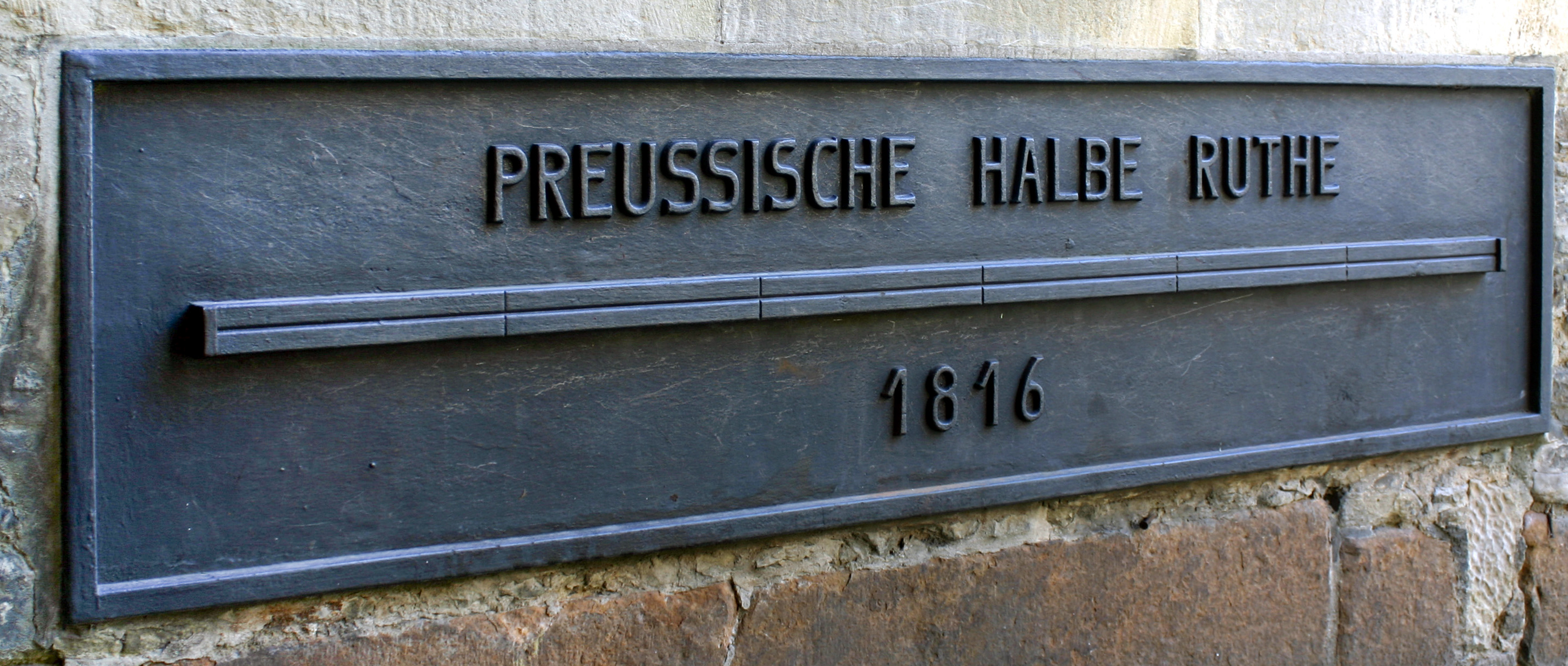
Miara pół pręta zaznaczona na murze ratusza w Münster

Pręt – historyczna miara długości i powierzchni. 

## Miara długości
Pręt jako miara długości:
| Nazwa                                  | 1 pręt w jardach | 1 pręt w stopach | 1 pręt w metrach |
| -------------------------------------- | ---------------- | ---------------- | ---------------- |
| Miara starożytna attycka, tzw. kalamos |                  |                  | 2,96             |
| Miara starożytna rzymska, tzw. calamus |                  |                  | 2,77–3,08        |
| Miara anglosaska (rod; skrót: rd)      | 5,5              | 16,5             | 5,0292           |
| Miara szwedzka, tzw. pręt szwedzki     | 5,195124         |                  | 4,750416         |
| Miara polska, tzw. pręt nowy polski    |                  | 15               | 4,32–4,46        |
| Miara pruska, tzw. pręt pruski         |                  | 12               | 3,76             |
| Pręt duński                            |                  | 14               |                  |
| Pręt chełmiński                        |                  | 15               | 4,71             |

## Miara powierzchni
Pręt jako miara powierzchni:
- Pręt = 1/12 część łana, około 1,5 ha[7].
- Pręt = 1/300 część morgi[8], około 18,66 metra kwadratowego (Miary nowopolskie).